# Postbrug
De Postbrug is een oeververbinding over het Kanaal door Zuid-Beveland en ligt in de Nederlandse provincie Zeeland. Het is een verkeersbrug voor de Provinciale weg 670 met daarnaast een vrijliggend (brom)fietspad. De brugcombinatie bestaat uit een kokerbrug voor het vaste deel en een basculebrug voor het beweegbare deel. Op en bij de brug is de maximumsnelheid van 60 km/h.

## Scheepvaart
De Postbrug heeft een vast deel en ook ook een beweegbaar deel met een basculebrug. Het vaste deel heeft een doorvaartbreedte van 120 meter, en een doorvaarthoogte van +10,76 meter NAP. Het beweegbare deel heeft een doorvaartbreedte van 25 meter, en een gesloten doorvaarthoogte van +10,07 meter NAP. Omdat het kanaal in open verbinding staat met de Oosterschelde is er ook getij in het kanaal. Het eb- en vloedniveau is ongeveer van −2 tot +2½ meter NAP  en daarmee verandert ook de netto doorvaarthoogte. Naast de bruggen zijn hoogtemerken af te lezen. 
De brug wordt op afstand bediend vanaf de Sluizen Hansweert, te bereiken op VHF-kanaal 22.